# Грушке, Андрей Александрович
Андрей Александрович Грушке (1912—1989) — советский архитектор. Участник Великой Отечественной войны. Лауреат Сталинской премии третьей степени (1951).

## Биография
Родился 5 января 1912 года в семье банковского служащего, в городе Самара, куда его отец выслан из Санкт-Петербурга за революционную деятельность. С детства увлекался живописью. Это увлечение, очевидно, передалось ему от его отца художника-любителя и его знаменитого прадеда художника П. В. Басина.
В 1922 году семья вернулась в Петроград. В 1929 году окончил 17-ю Трудовую Единую Школу в Ленинграде (2-я Санкт-Петербургская гимназия), затем учился в Школе ФЗУ. В 1932 году поступил и в 1938 году окончил с отличием ЛИИКС. Одним из его учителей был известный архитектор Е. А. Левинсон, в дальнейшем его соавтор. Член ВКП(б).
В сентябре 1941 года Грушке призван в РККА. Воевал на Ленинградском Фронте. Командир взвода 336-го Отдельного саперного батальона. Был тяжело ранен.
В 1942—1945 годах работал архитектором в Главном Архитектурном Управлении. Занимался маскировкой стратегических объектов.
В 1946—1955 годах работал в Тресте «Ленпроект» и «Ленметротресте».
В 1955—1989 годах преподавал архитектурное проектирование в ЛИСИ. Был женат на архитекторе И. В. Барсовой.
Умер в 1989 году. Похоронен на кладбище города Нарва-Йыэсуу, Эстония. Рядом похоронена его жена (умерла в 1995 году).

## Проекты и постройки
В соавторстве с архитектором Е. А. Левинсоном проектировал правобережный район Магнитогорска, ж/д станцию города Пушкин, станцию метро «Автово», жилой дом на набережной реки Фонтанки, 12. Проектировал вестибюль станции метро «Пушкинская» совместно с архитекторами А. С. Гецкиным и В. П. Шуваловой.

## Награды и звания
- Сталинская премия третьей степени (1951), за проект (совместно с Е. А. Левинсоном) ансамбля Привокзальной площади в г. Пушкин.
- орден «Знак Почёта» (1955)
- орден Красной Звезды (6.11.1947)
- орден Отечественной войны I степени (6.4.1985)
- медаль «За оборону Ленинграда» (1943)
- медаль «За победу над Германией в Великой Отечественной войне 1941—1945 гг.» (1945)